# Asparagus kiusianus
Asparagus kiusianus — вид рослин із родини холодкових (Asparagaceae).

## Середовище проживання
Ареал: Японія (пд.-зх. Хонсю, пн. і зх. Кюсю).